# 許嘉種

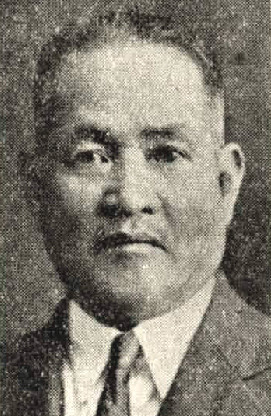
許嘉種

許嘉種（1883年2月10日—1954年6月5日）為臺灣彰化人。祖先來自金門島。自幼學習儒家漢學，深具漢學人文素養。1903年於臺南師範學校畢業，於公學校任教職，許嘉種曾任臺灣舊慣調查會臺中廳的通譯一職。1921年辭職臺中州通譯；1922年參與臺灣議會設置請願運動，並加入臺灣文化協會為重要會員、幹部，1924年與賴和同為該協會彰化支部核心幹部，並為臺灣民眾黨的中央執行委員。1927年8月與賴和、林篤勳等人發起政壇演說會。1935年臺灣第一回選舉，當選彰化市民選市會議員，1936年組織昭和信託株式會社，任專務取締役。

## 家族
- 長子：許乃昌。
- 次子：許乃邦。
  - 孫（乃邦長子）：許世楷（前任臺灣獨立建國聯盟主席）。